# 마르틴 디벨리우스
마르틴 프란츠 디벨리우스 (Martin Franz Dibelius, 1883년 9월 14일 - 1947년 11월 11일)는 독일의 신학자이며 하이델베르크 대학교의 신약신학 교수였다. 그는 불트만과 함께 역사적 예수에 관한 연구에 공헌하였다. 양식비평에도 연구의 업적을 남겼다.

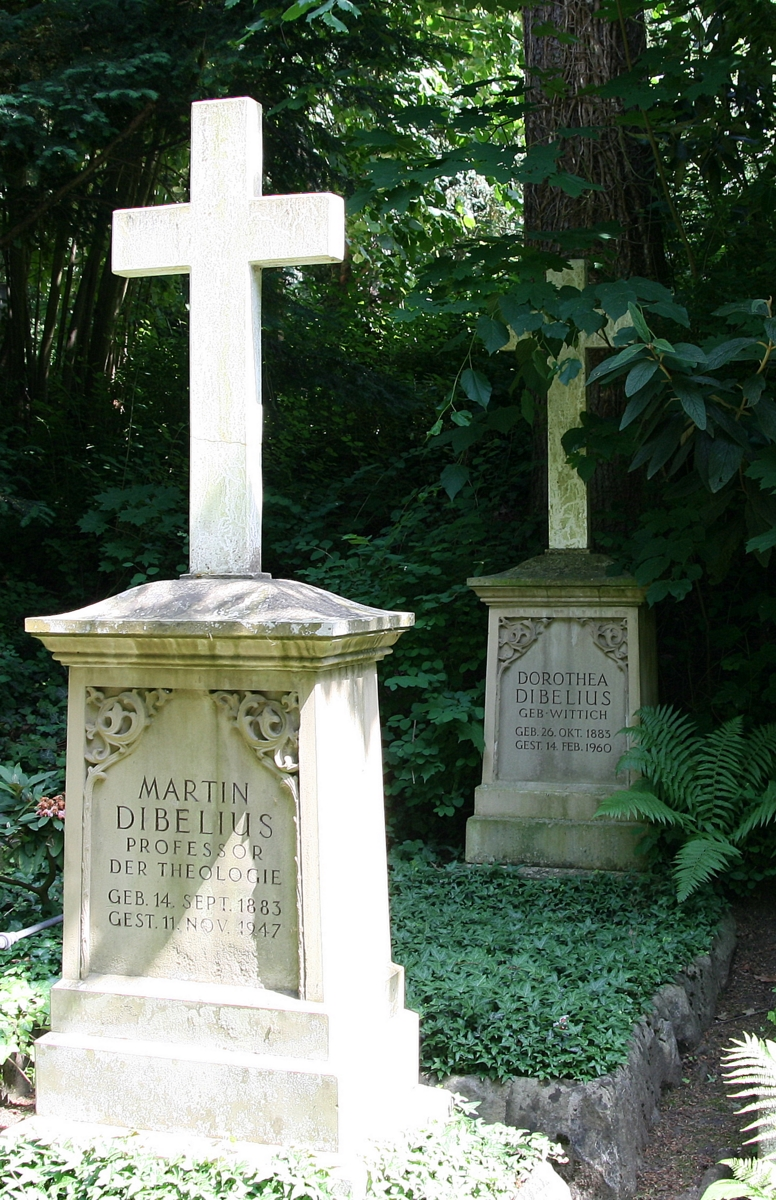
하이델베르크에 있는 묘지

## 출판물
- Geschichte der urchristlichen Literatur, 3rd edition, new printing of the first edition from 1926, with consideration of the alterations in the English translation of 1936, A Fresh Approach to the New Testament and Early Christian Literature, ed. Ferdinand Hahn. (Munich 1975)
- Die Pastoralbriefe, 4th, enlarged edition by Hans Conzelmann (Handbuch zum Neuen Testament 13; Tübingen 1966)